# Le Confident de ces dames
Pour plus de détails, voir Fiche technique et Distribution.
Le Confident de ces dames (Psicanalista per signore) est une production franco-italienne réalisée par Jean Boyer en 1959.

## Synopsis
Vétérinaire à Figarolo, Giuliano Goberti donne aussi quelques soins aux habitants du village depuis la mort du docteur Lofal. Mais l'arrivée d'une remplaçante du médecin vacant va précipiter les événements. Alors qu'elle prescrit force médicaments, Giuliano ordonne de bons repas et de la culture physique à la comtesse alitée. Devant les excellents résultats obtenus, un journaliste romain se fait l'écho de ce miracle. Bientôt la calme petite cité italienne est envahie par une foule bigarrée de malades imaginaires qui doivent se munir d'un animal pour éviter au vétérinaire des ennuis pour exercice illégal de la médecine. Finalement, le brave Giuliano épousera la ravissante doctoresse se guérissant ainsi réciproquement de leur célibat.

## Fiche technique
- Titre français : Le Confident de ces dames
- Titre italien : Psicanalista per signora
- Réalisation : Jean Boyer
- Scénario : Serge Veber, Jean Manse, Jean Boyer, Nino Stresa, Giovanni d'Eramo
- Adaptation : Serge Veber, Jean Manse, Jean Boyer
- Dialogues : Serge Veber, Jean Boyer
- Assistants réalisateurs : Alain Roux, Giovanni d'Eramo
- Photographie : Charles Suin
- Opérateur : Alfio Contini
- Montage : Roberto Cinquini, assisté de Zincone Fedora
- Musique : Lelio Luttazzi
- Décors : Ivo Battelli
- Son : Giulio Tagliacozzo
- Photographe de plateau : Guglielmo Coluzzi
- Régie générale : Giorgio Riganti
- Chef de production : Adry de Carbuccia, Roland Girard
- Directeur de production : René G. Vuattoux, Sandro Dani
- Producteur délégué : Marcello Danon
- Production : Les Films du Cyclope (Paris), Da Ma Cinematografica (Rome)
- Distribution : Consortium Pathé
- Affiche : Yves Thos
- Tirage : Laboratoire G.T.C Joinville - Procédé Western Electric
- Tournage du 9 février au 14 mars 1959 en Italie dans les studios Titanus
- Format : Noir et blanc  - 35 mm - Son mono
- Genre : Comédie
- Durée : 85 minutes
- Date de sortie :  
  - France - 12 août 1959
- Visa d'exploitation : 21892

## Distribution
- Fernandel : Giuliano Goberti, le vétérinaire de Figarolo
- Ugo Tognazzi  (V.F : Michel Roux) : Le vicomte Cesare de Corte Bianca, le neveu
- Sylva Koscina (V.F : Jacqueline Ferriere) : Maria Bonifaci, la doctoresse
- Denise Grey : La comtesse de Corte Bianca
- Lauretta Masiero : Sonia
- Bice Valori : Lucienne
- Caprice Chantal : Barbara Wilson
- Memmo Carotenuto  (V.F : Jean Clarieux) : Antoine, l'hôtelier

Non crédités :
- Carlo Campanini : le professeur Barbouzetti
- Aroldo Tieri : le journaliste Georges Fabbri
- Pina Gallini : Clémentine, la servante de Giuliano
- Didi Sullivan : Carol Crayne, la vedette
- Lauro Gazzolo  (V.F : Gérard Férat) : le président du conseil de l'Ordre des Médecins
- Marco Tulli (V.F : Bernard Musson) : le militaire au chat
- Isarco Ravaioli : le photographe Roberto Natali
- Fiorella Ferrero : l'amie de Cesare
- Dolores Palumbo : Mme Bergassi, la bouchère
- Guglielmo Inglese : le maire pharmacien
- Silvio Noto : l'animateur télé